# 唐代藩镇动乱列表
此列表包含了唐代藩镇军士的动乱事件，主要类型为兵士为反抗将官剥削或谋求赏赐而哗变；将校利诱士卒作乱，夺取更多的权力；藩镇反叛唐中央朝廷，公开实施武装对抗；藩镇统帅去除含有威胁的骄兵悍将。

## 玄宗
| 时间                  | 涉及藩镇 | 事例                                                                       |
| --------------------- | -------- | -------------------------------------------------------------------------- |
| 天宝九年（公元750年） | 朔方     | 朔方节度使张齐丘给粮失宜，军士怒，殴其判官，兵马使郭子仪以身捍齐丘，乃免。 |

## 肃宗
| 时间                  | 涉及藩镇 | 事例 |
| --------------------- | -------- | --- |
| 至德二年（公元757年） | 剑南     | 正月，剑南兵贾秀等五千人谋反，七月，行营健儿李季、蜀郡兵郭千仞反，皆被平定。 |
| 至德二年（公元757年） | 河西     | 正月，河西兵马使盖庭伦等杀节度使周泌，集众六万。支度判官崔称与中使刘日新平 定之。 |
| 乾元元年（公元758年） | 北庭     | 三月，镇西北庭行营节度使李嗣业屯河内。北庭兵马使王惟良谋作乱，嗣业与裨将荔 非元礼讨诛之。 |
| 乾元元年（公元758年） | 淄青     | 十二月，平卢节度使王玄志死，肃宗遣中使往察军中所欲立者。裨将李怀玉杀玄志之 子而立侯希逸，朝廷因而授之。节度使由军士废立自此始。 |
| 乾元二年（公元759年） | 山南东道 | 八月，襄州将康楚元、张嘉延据州作乱，刺史王政奔荆州。楚元自称南楚霸王。 九月，张嘉延破荆州。楚元等众至万余人。十一月，商州刺史、荆襄等道租庸使韦伦 发兵讨平之。                                                                                      |
| 上元元年（公元760年） | 山南东道 | 四月，襄州将张维瑾、曹玠杀节度使史翙，据州反。以陕西节度使来瑱为山南东 道节度使。瑱至襄州，张维瑾等皆降。 |
| 上元元年（公元760年） | 淮西     | 十一月，宋州刺史兼淮西节度副使刘展为节度使王仲昇、监军使刑延恩所谗间，遂起 兵反，连下广陵及润、宣、杭、苏、湖、常等东南州县。命平卢都知兵马使田神功讨 刘展。次年正月，刘展败死。                                                                    |
| 上元二年（公元761年） | 剑南东川 | 四月，梓州刺史段子璋从玄宗在蜀有功，东川节度使李奂奏替之。子璋举兵，下绵、 遂二州，自称梁王，改元黄龙，以绵州为龙安府，置百官，又陷剑州。五月，西川节 度使崔光远与李奂共讨平之。                                                                    |
| 上元二年（公元761年） | 淮南     | 十月，楚州牙将高幹诬刺史李藏用谋反，袭杀之。 |
| 宝应元年（公元762年） | 河东     | 二月（建卯月），河东节度使邓景山为政苛察，为部下所杀。诸将请以都知兵马使代 州刺史辛云京为帅，朝廷许之。云京推按杀景山者，诛数十人。 |
| 宝应元年（公元762年） | 河东     | 二月，绛州素无积蓄，将士粮赐不充，军中咨怨。突将王元振作乱，杀朔方等诸道行 营都统李国贞。时镇西北庭行营兵屯于翼城，亦杀节度使荔非元礼，推裨将白孝德为 节度使。肃宗发京师绢四万匹、布五万端、米六万石以给绛州军，以郭子仪为帅往镇 之。子仪杀王元振。 |

## 代宗
| 时间                    | 涉及藩镇 | 事例 |
| ----------------------- | -------- | --- |
| 宝应元年（公元762年）   | 剑南西川 | 七月，剑南兵马使徐知道反，以兵守要害，拒朝廷所除西川节度使严武。八月，徐知道 为其将李忠厚所杀，剑南平。                                                                                                  |
| 广德元年（公元763年）   | 山南东道 | 正月，山南东道节度使来瑱坐削官爵，赐死。军乱，分戍属州诸将皆回兵襄阳。众推梁 崇义为帅。朝廷因而命之。 |
| 广德元年（公元763年）   | 同华     | 六月，同华节度使李怀让为宦官程元振所谮，恐惧自杀。 |
| 广德元年（公元763年）   | 岭南     | 十二月，宦官市舶使吕太一逐岭南节度使张休，纵下大掠广州。 |
| 广德元年（公元763年）   | 朔方     | 朔方、河北副元帅仆固怀恩反，代宗起郭子仪等讨之。怀恩引吐蕃、回纥、党项之众寇 边。凡历三年，永泰三年怀恩死。                                                                                              |
| 广德二年（公元764年）   | 朔方     | 二月，朔方行营节度使仆固玚从其父怀恩反，十将白玉、焦晖帅众攻杀之。 |
| 广德二年（公元764年）   | 河中     | 九月，河中尹兼节度副使崔㝢发镇兵西御吐蕃，为法不一。镇兵作乱，掠官府及居民， 终夕乃定。 |
| 永泰元年（公元765年）   | 淄青     | 七月，平卢淄青节度使侯希逸好游畋，营塔寺，军州苦之，兵马使李怀玉得众心。军士 逐希逸，奉怀玉为帅。朝廷因以怀玉为留后，赐名正己。                                                                          |
| 永泰元年（公元765年）   | 剑南西川 | 闰十月，西川节度使郭英又残暴，西山兵马使崔旰起兵杀之。邛、泸、剑州牙将各起兵 讨旰，蜀中大乱。 |
| 大历二年（公元767年）   | 同华     | 正月，密诏郭子仪讨同华节度使周智光。智光聚亡命无赖，众至数万，纵其剽掠以悦其 心。擅留关中漕米，拦劫藩镇贡献。又杀陕州监军。及被讨，智光部下皆离心，华州牙 将姚怀等杀之。                                 |
| 大历三年（公元768年）   | 平卢     | 二月，商州兵马使刘洽杀防御使殷仲卿，寻讨平之。 |
| 大历三年（公元768年）   | 河北     | 六月，幽州兵马使朱希彩、经略副使朱泚及弟滔共杀节度使李怀仙，希彩自称留后。成 德节度使李宝臣讨之，不克。代宗以宰相王缙为节度使，希彩副之。缙度终不能制，劳 军而还。十一月，遂以希彩为节度使。             |
| 大历三年（公元768年）   | 滑亳     | 九月，颍州刺史李岵以事忤滑亳节度使令狐彰，彰使判官姚奭代之。岵激怒将士，杀姚 奭等百余人。岵走依田神功于汴州。次年正月，诏赐李岵死。                                                                      |
| 大历三年（公元768年）   | 邠宁     | 十二月，诏马璘将四镇北庭兵自邠宁徙镇泾原，时四镇北庭兵以久羁旅，数迁徙，皆怨 诽。刀斧兵马使王童之谋作乱。都虞候段秀实捕童之及其党八人，皆斩之。遂徙于泾。                                                |
| 大历三年（公元768年）   | 平卢     | 十二月，平卢行军司马许杲将卒三千人驻濠州不去，有窥淮南意，寻为其将康自劝所逐 自劝拥兵继掠，和州刺史、行营防御使张万福讨平之。                                                                            |
| 大历四年（公元769年）   | 邠州     | 六月，郭子仪自河中迁于邠州，其精兵皆自随。军士久家河中，颇不乐迁，往往自邠逃 归，行军司马严郢悉捕得，诛其渠帅，众心乃定。                                                                                |
| 大历四年（公元769年）   | 河东     | 九月，河东节度使王缙遣兵马使王无纵、张奉璋将步骑三千人诣盐州防秋。二人逗留不 进，王缙擒斩之。 |
| 大历五年（公元770年）   | 凤翔     | 二月，凤翔节度使李抱玉徙镇山南西道，军士愤怒，大掠坊市，数日乃定。 |
| 大历五年（公元770年）   | 湖南     | 四月，湖南兵马使臧玠构乱，杀观察使崔灌，朝廷以禁军大将辛京杲为湖南观察使。 |
| 大历七年（公元772年）   | 卢龙     | 七月，卢龙节度使朱希彩残虐士卒，孔目官李怀瑗因众怒杀之。众推经略副使朱泚为帅 十月，朝廷命为节度使。 |
| 大历八年（公元773年）   | 河北     | 正月，相卫节度使薛嵩死，将士胁其子薛平为帅，平伪许之；既而让其叔父崿，夜奉父 丧逃归乡里。朝廷命崿知留后。                                                                                                |
| 大历八年（公元773年）   | 河南     | 二月，永平军节度使令狐彰死，将士欲胁其子建为帅。建誓死不从，举家西归，诏以李 勉为永平节度使。 |
| 大历八年（公元773年）   | 岭南     | 九月，岭南裨将哥舒晃杀其帅吕崇贲。 |
| 大历九年（公元774年）   | 徐州     | 二月，徐州军乱，刺史梁乘逾城走。 |
| 大历九年（公元774年）   | 河南     | 二月，汴宋节度使田神功死，其防秋兵千五百人盗库财溃归，诏以神功弟神玉知汴宋留 后。 |
| 大历十年（公元775年）   | 河北     | 正月，昭义兵马使裴志清逐留后薛崿，帅其众归田承嗣。承嗣乘机袭取相卫四州之地。 代宗发河东、成德、幽州、淄青、淮西、永平、汴宋、河阳、泽潞诸道兵进讨。越二年 不克，不得已而赦之。                           |
| 大历十年（公元775年）   | 河阳     | 二月，河阳三城使常休明苛刻少恩，为军士所逐，奉兵马使王惟恭为帅，大掠数日乃 定。监军冉庭兰抚慰之。次年三月，军复乱，逐监军冉庭兰出城。庭兰成备而入，诛 乱者数十人。                                       |
| 大历十年（公元775年）   | 河南     | 三月，陕州军乱，逐兵马使赵令珍，观察使李国清遍拜将士乃得脱去。军士大掠库物。 |
| 大历十一年（公元776年） | 河南     | 五月，汴宋留后田神玉死，都虞候李灵曜杀兵马使、濮州刺史孟鉴，北结田承嗣为援， 悉以其党为管内刺史县令，欲效河北藩镇。八月，诏淮西、永平、河阳等诸道兵进讨， 十月讨平之。                                   |
| 大历十一年（公元776年） | 关内     | 十二月，泾原节度使马璘病危，都虞候史廷幹、兵马使崔珍、十将张景华谋因丧作乱， 行军司马段秀实严兵以备，未遂。                                                                                              |
| 大历十三年（公元778年） | 朔方     | 三月，回纥使还经河中，朔方驻屯将士掠其辎重，因大掠坊市。 |
| 大历十三年（公元778年） | 朔方     | 十二月，郭子仪入朝，朔方河东都虞候李怀光与监军谋代其位，欲诛大将温儒雅等为乱 未遂。 |
| 大历十四年（公元779年） | 淮西     | 三月，淮西节度使李忠臣贪残好色，将吏妻女美者，多逼淫之，悉以军政委妹婿副使张 惠光。惠光挟势横暴，其子为牙将，暴横更甚。左厢都虞候李希烈为众所服。希烈与大 将丁暠等杀惠光父子而逐忠臣。朝廷命希烈为留后。 |
| 大历十四年（公元779年） | 河东     | 三月，河东副元帅留后部将凌正谋作乱，未遂。河中尹王翃诛之。 |

## 德宗
| 时间                    | 涉及藩镇 | 事例 |
| ----------------------- | -------- | --- |
| 大历十四年（公元779年） | 关内     | 八月，李怀光为邠宁节度使，诸将史抗、温儒雅等不服。怀光发兵防秋，屯长武城，军 令不行。怀光遣其宿卫，既而使人追杀之。 |
| 建中元年（公元780年）   | 关内     | 二月，征泾原节度使段秀实为司农卿，以邠宁节度使李怀光兼泾原帅，使移军原州。泾 州将士不乐迁徙，又惧怀光军令严酷。泾州别驾刘文喜因而为乱，求旌节。德宗不许。 五月，文喜为部下所杀。 |
| 建中元年（公元780年）   | 湖南     | 七月，先是湖南牙将王国良戍外镇，观察使贪其家富，以死罪加之。王国良据县叛，集 兵千人，连年讨之不克。至是观察使曹王皋招降之，诏赦其罪，赐名惟新。 |
| 建中二年（公元781年）   | 河北     | 正月，成德节度使李宝臣死，传位于其子惟岳，德宗发兵讨之。魏博节度使田悦、淄青 节度使李正己、山南东道节度使梁崇义连兵拒命。是年七月，淄青李正己死，子李纳擅 袭父位。朝廷又讨之。次年闰正月，成德兵马使王武俊杀惟岳归降，河北几平。 |
| 建中二年（公元781年）   | 关内     | 二月，振武节度使彭令芳苛虐，监军刘惠光贪婪，军士共杀之。 |
| 建中三年（公元782年）   | 河北     | 二月，唐军讨河北略定，唯魏州未下，淄青李纳势穷蹙。朝廷瓜分成德地分属张孝忠、 王武俊、康日知等将，幽州朱滔以未得深州而不满，田悦乘机煽动反叛。于是朱滔、田 悦、王武俊、李纳等连兵叛乱，十一月又分别自称冀王、魏王、赵王、齐王，号为四国 次年，因泾原兵变，德宗出居奉天，使人说田悦、王武俊、李纳赦其罪。兴元元年，三 人皆去王号，上表谢罪。 |
| 建中三年（公元782年）   | 河北     | 四月，幽州节度使朱滔将步骑二万五千擅自深州南救田悦，至束鹿，军士大乱，不欲南 下。朱滔杀其唱首者二百余人。 |
| 建中三年（公元782年）   | 安南     | 七月，演州司马李孟秋举兵反，自称安南节度使，安南都护辅良交讨斩之。 |
| 建中三年（公元782年）   | 淮西     | 十二月，淮西节度使李希烈自称天下都元帅。是后兴兵数年，希烈称帝，国号楚，攻陷 汴州等地。贞元二年希烈为其牙将陈仙奇所杀。 |
| 建中三年（公元782年）   | 河北     | 沧州刺史李固烈离任前，悉取军府绫缣、珍货数十车以行。军士大噪，遂杀固烈，屠其 家。 |
| 建中四年（公元783年）   | 关内     | 十月，发泾原兵救襄城李希烈之围。兵士皆携子弟而来，冀得厚赐给其家。至是，一无 所赐。军乱，争劫琼林、大盈库，德宗出奔奉天。乱军推朱泚为帅。不久，泚自称帝， 国号秦。 |
| 建中四年（公元783年）   | 关内     | 十月，凤翔、泾原将张廷芝、段诚谏将数千人救襄城，未出潼关，闻朱泚据长安，杀其 大将陇右兵马使戴兰，溃归朱泚。 |
| 建中四年（公元783年）   | 关内     | 十月，凤翔后营将李楚琳等杀节度使张镒，自为节度使，降于朱泚。 |
| 建中四年（公元783年）   | 山南东道 | 十月，商州团练兵杀其刺史谢良辅。 |
| 建中四年（公元783年）   | 剑南西川 | 十一月，剑南西山兵马使张昢以所部兵作乱，攻入成都，西川节度使张延赏弃城奔汉州 鹿头戍将叱干遂等讨之，斩昢及其党，延赏归成都。 |
| 兴元元年（公元784年）   | 朔方     | 二月，朔方节度使李怀光自河北回救奉天、为卢杞所构，以兵逼朝廷逐卢杞，因内不自 安，遂有异志，潜与朱泚通谋，逼攻德宗，其下纷纷叛去。次年八月，怀光势穷，自缢 而死。 |
| 兴元元年（公元784年）   | 河北     | 三月，田悦用兵屡败，其下厌苦之。兵马使田绪乘朝廷派孔巢父宣慰魏博之时，率众作 乱，杀田悦。四月，朝廷命绪为魏博节度使。 |
| 兴元元年（公元784年）   | 关内     | 三月，李怀光使人令邠宁留后张昕发留兵万余人及行营将士家属会泾阳，兵马使韩游瓌 等杀昕，拒怀光。因命游瓌知军府事。 |
| 兴元元年（公元784年）   | 朔方     | 四月，灵武守将宁景璿为李怀光治第，别将李如暹攻杀之。 |
| 兴元元年（公元784年）   | 关内     | 四月，泾原大将田希鉴与朱泚通谋杀节度使冯河清，以军府归泚；泚以希鉴为节度使。 |
| 兴元元年（公元784年）   | 关内     | 七月，李怀光请束身归朝，朝廷派给事中孔巢父前往宣慰。宣诏未毕，巢父为怀光左右 兵士所杀。 |
| 兴元元年（公元784年）   | 陇右     | 闰十月，以李晟为凤翔、陇右节度使及四镇、北庭行营副元帅，晟杀泾州屡为乱者石奇 等三十余人，并缢杀田希鉴。 |
| 兴元元年（公元784年）   | 淮南     | 十二月，淮南节度使陈少游死，大将王韶令将士推己为留后，且欲大略，浙江东西节度 使韩滉遣使威胁制止。 |
| 贞元元年（公元785年）   | 河南     | 七月，陕虢都知兵马使达奚抱晖鸩杀节度使张劝，邀求旌节。以李泌为陕虢都防御水陆 转运使，泌至，械林滔等五人送京师，抱晖亡遁。 |
| 贞元二年（公元786年）   | 淮西     | 四月，李希烈反叛以来，兵势日蹙，淮西大将陈仙奇毒杀之。德宗命仙奇为节度使。 |
| 贞元二年（公元786年）   | 淮西     | 七月，兵马使吴少诚杀仙奇，朝廷因而授少诚节度使。 |
| 贞元二年（公元786年）   | 河南     | 八月，义成节度使李澄死，其子克宁谋总军务，秘不发丧。九月始发丧，杀行军司马马 铉。汴宋节度使刘玄佐出师屯境上制之。诏以东都留后贾耽为义成节度使，克宁悉取府 库之财夜出，军士从而剽之，比明殆尽。 |
| 贞元三年（公元787年）   | 陕西     | 正月，淮西防秋兵马使吴法超擅引步骑四千自鄜州叛归，陕虢观察使李泌奉命发兵拦截 杀略殆尽。 |
| 贞元三年（公元787年）   | 淮西     | 五月，淮西留后吴少诚欲拒朝命，判官郑常、大将杨冀等谋逐之。事泄，常、冀等为少 诚所杀。 |
| 贞元四年（公元788年）   | 福建     | 四月，福建观察使吴铣苦役军士，兵乱，杀铣腹心十余人，逼铣牒大将郝诚溢掌留务。 诚溢上表请罪。德宗以太子宾客吴凑镇福建，贬吴铣为涪州刺史。 |
| 贞元四年（公元788年）   | 陕西     | 七月，以金吾将军张献甫为邠宁节度使，戍卒裴满惮献甫之严，以其“不出本军”而拒之 请以范希朝为节度使。邠宁都虞候杨朝晟与诸将谋，斩乱卒二百余人，迎献甫为帅。以 希朝为宁州刺史，副献甫。 |
| 贞元八年（公元792年）   | 湖北     | 三月，山南东道节度使曹成王李皋死，知留后事李实性刻薄，裁损军士衣食。鼓角将杨 清潭帅众作乱。都将徐诚号令禁遏，收清潭等六人斩之。以荆南节度使樊泽徙镇山南东 道。 |
| 贞元八年（公元792年）   | 河南     | 四月，宣武节度使刘玄佐死，朝廷遣使问军中，拟以陕虢观察使吴凑为代，监军与行军 司马卢瑗皆以为便。玄佐亲军作乱，立玄佐之子士宁为帅。德宗惧其与李纳合，授以旌 节。 |
| 贞元九年（公元793年）   | 河南     | 十二月，刘士宁为帅，诸将多不服。士宁淫乱残忍，出畋辄数日不还，军中苦之。都知 兵马使李万荣得众心，假朝命而逐之。德宗以万荣为留后。 |
| 贞元十年（公元794年）   | 河南     | 四月，宣武亲兵三百人素骄横，留后李万荣遣其赴京西防秋。大将韩惟青等诱亲兵作乱 攻万荣，万荣击破之。亲兵掠而溃，多奔宋州刺史刘逸准。 |
| 贞元十年（公元794年）   | 山西     | 六月，昭义节度使李抱真死，其子李缄谋袭位，秘不发丧。德宗知其诈，遣中使往观变 且以军事授步军都虞候王延贵。 |
| 贞元十年（公元794年）   | 山西     | 七月，以延贵为留后，赐名虔休。行军司马、摄洺州刺史元谊不服，表请磁、邢、洺为 一镇，昭义精兵多在此，德宗不许。于是元、王互相攻战。久之，元谊率洺州兵五千人 及其家属万余口奔魏博。 |
| 贞元十一年（公元795年） | 河北     | 九月，横海节度使程怀直不恤士卒，猎于野，数日不归。其从父兄兵马使怀信因众之怨 闭门拒逐之。十月，以怀信为留后。 |
| 贞元十二年（公元796年） | 河南     | 六月，宣武节度使李万荣病风, 诏以押牙刘沐为行军司马, 万荣子兵马使李迺谋夺兵柄。 都虞候邓惟恭与监军俱文珍执迺送京师。七月，以董晋为宣武帅。 |
| 贞元十四年（公元798年） | 陕西     | 闰五月，以神策行营节度使韩全义为夏绥节度使，从长武城徙镇夏州，士卒以夏州贫瘠， 又盛夏，不乐徙居；军乱，杀大将王栖岩等。都虞候高崇文诛首乱者，众然后定。 |
| 贞元十四年（公元798年） | 浙江     | 十二月，浙东明州镇将栗锽杀刺史卢云，攻陷浙东州县，次年二月为观察使裴肃所擒。 |
| 贞元十五年（公元799年） | 河南     | 二月，宣武节度使董晋死，留后陆长源性刻急，扬言将以法治军士之弛慢。故事，主帅 死，给军士布以制服，判官孟叔度克扣其值。军士怨怒，杀长源、叔度。监军俱文珍密 召宋州刺史刘逸准入汴州，乱众乃定。寻以逸准为节度使，赐名全谅。 |
| 贞元十六年（公元800年） | 河南     | 三月，宣武自刘玄佐以来，凡五作乱，士卒益骄纵。至是节度使韩弘陈兵牙门，召屡为 唱首刘锷等三百人，悉斩之。自是二十余年，士卒不敢为乱。 |
| 贞元十六年（公元800年） | 贵州     | 四月，黔中观察使韦士宗，政令苟刻，为牙将傅近等逐之，出奔施州。五月，士宗复入 黔中，妄杀长吏，人心大扰，次年三月，复逃去。 |
| 贞元十六年（公元800年） | 江苏     | 五月，徐泗濠节度使张建封死，军乱，推建封之子张愔知军府事，表求旌节，德宗不许 加淮南节度使杜佑兼徐州节度使以讨之，官军屡败。朝廷不得已，除愔为徐州团练使， 泗州刺史张伾为泗州留后，濠州刺史杜兼为濠州留后，仍加杜佑兼濠泗观察使。 |
| 贞元十七年（公元801年） | 陕西     | 五月，邠宁节度使杨朝晟死，朝廷将以定平镇兵马使李朝宗（时隶神策军）代之。军士 拒纳，兵马使高固以宽厚得众心，军士拥立之；诏授固节度使。 |
| 贞元十七年（公元801年） | 山西     | 七月，河东节度使郑儋暴死，不及命后事，军中喧哗，将有变。八月，以行军司马严绶 为河东节度使。 |
| 贞元十八年（公元802年） | 陕西     | 十月，鄜坊节度使王栖曜死，中军将何朝宗谋作乱，都虞候裴玢擒斩之。 |
| 贞元十九年（公元803年） | 安南     | 二月，安南牙将王季元逐其观察使裴泰，左兵马使赵匀斩季元及其党，迎泰而复之。 |
| 贞元十九年（公元803年） | 河南     | 六月，陈许节度使上官涚死，其婿田偁欲胁其子使袭军政。牙将王沛以其谋告监军范日 用，讨擒之。以行军司马刘昌裔为帅。 |
| 贞元十九年（公元803年） | 陕西     | 闰十月，盐州节度判官崔文先权知盐州事，为政苟刻，部将李庭俊作乱，杀而食之。左 神策兵马使李兴干戍盐州，杀庭俊以闻。 |
| 贞元二十年（公元804年） | 关内     | 正月，天德军都防御团练使李景略死，军士以判官任迪简仁者，欲奉以为帅。监军抱置 别室，军士发扃取之。诏以迪简代景略。 |